# Dinetus
Dinetus – rodzaj roślin z rodziny powojowatych (Convolvulaceae). Obejmuje 8 gatunków. Występują one w południowo-wschodniej Azji, z czego 6 gatunków występuje w Chinach.

## Morfologia
PokrójRośliny zielne o pędach pnących.
LiściePojedyncze, ogonkowe, całobrzegie (tylko jeden gatunek ma liście klapowane), o sercowatej nasadzie, wiązki przewodzące na powierzchni odosiowej wypukłe, czasem nawet oskrzydlone.
KwiatyZwykle wonne, wyrastają z kątów liści pojedynczo, parami lub zebrane w grona i wiechy. Podkwiatki zwykle drobne. Szypułka cienka. Działki kielicha są wolne lub zrośnięte nasadami, podobnej wielkości lub trzy zewnętrzne są powiększone, wówczas odgięte lub obejmujące nasadę korony. Korona lejkowata z rozpostartym rąbkiem, całobrzega lub podzielona na 5 łatek, naga z wyjątkiem kępek włosków na szczytach łatek. Pręciki schowane w rurce korony. Dysk miodnikowy w postaci pierścienia, 5-klapowy lub brak go zupełnie. Zalążnia jednokomorowa z dwoma zalążkami. Szyjka słupka zakończona elipsoidalnym znamieniem, czasem dwudzielnym.
OwocePapierzaste torebki zawierające pojedyncze nasiono.

## Systematyka
Pozycja systematyczna
Rodzaj z plemienia Cardiochlamyeae z podrodziny Cardiochlamydeae w obrębie rodziny powojowatych (Convolvulaceae).
Wykaz gatunków
- Dinetus decorus (W.W.Sm.) Staples
- Dinetus dinetoides (C.K.Schneid.) Staples
- Dinetus duclouxii (Gagnep. & Courchet) Staples
- Dinetus grandiflorus (Wall.) Staples
- Dinetus malabaricus (C.B.Clarke) Staples
- Dinetus racemosus (Roxb.) Sweet
- Dinetus rhombicarpus Staples
- Dinetus truncatus (Kurz) Staples